# Raymond Lenting
Raymond Lenting (Doesburg, 23 januari 1984) is een Nederlands voetbaldoelman.
Lenting kwam in zijn jeugd uit voor hoofdklasser vv Bennekom. Sinds 2005 maakt hij deel uit van de selectie van De Graafschap, waarvoor hij  in het seizoen 2006/2007 in totaal drie competitiewedstrijden speelde. In het seizoen 2007/08 was hij eerste keeper bij AGOVV Apeldoorn en speelde hij 38 competitiewedstrijden en 3 bekerduels. In het seizoen 2008/09 kwam hij uit voor Sportclub N.E.C..